# Емма Остервегел
Емма Остервегел (29 червня 1998 , Девентер, Оверейсел ) — нідерландська легкоатлетка, багатоборка, олімпійська медалістка.

## Кар'єра
| Рік                    | Змагання                      | Місце проведення       | Місце                  | Дисципліна             | Результат              | Примітки               |
| Представник Нідерланди | Представник Нідерланди        | Представник Нідерланди | Представник Нідерланди | Представник Нідерланди | Представник Нідерланди | Представник Нідерланди |
| ---------------------- | ----------------------------- | ---------------------- | ---------------------- | ---------------------- | ---------------------- | ---------------------- |
| 2016                   | Чемпіонат світу серед юніорів | Бидгощ, Польща         | 13                     | семиборство            | 5461                   |                        |
| 2019                   | Чемпіонат Європи серед молоді | Євле, Швеція           | 4                      | семиборство            | 6072                   |                        |
| 2019                   | Чемпіонат світу               | Доха, Катар            | 7                      | семиборство            | 6250                   |                        |
| 2020                   | Олімпійські ігри              | Токіо, Японія          | 3                      | семиборство            | 6590                   |                        |

## Виноски
1. ↑  World Athletics database
2. ↑  https://olympics.com/tokyo-2020/olympic-games/en/results/athletics/athlete-profile-n1476237-oosterwegel-emma.htm

## Зовнішні посилання
- Досьє на сайті IAAF